# Dinosaur Valley State Park
Il Dinosaur Valley State Park è un parco statale sito nei pressi di Glen Rose, Texas, Stati Uniti. 

## Storia
Il parco si estende su una superficie di 1.524,72 acri (617 ettari) ed è attraversato dal fiume Paluxy. Il terreno del parco venne acquistato da privati sotto la Texas Parks and Wildlife Department nel 1968 ed aperto al pubblico nel 1972. 
Verso est, nella Formazione di Glen Rose sono state depositate, nel corso del primo periodo Cretaceo, circa 113 milioni di anni fa, lungo le coste di un antico mare, alcune impronte di dinosauri sauropodi.
Il parco espone due grandi ricostruzioni di brontosauro e tirannosauro, un tempo utilizzate dalla Sinclair Oil per fini promozionali.